# 第13屆金鐘獎
第13屆金鐘獎是1977年台灣廣播、電視業界的年度盛事之一，表揚1977年度傑出的台灣廣播和電視之藝人。
第15屆之前，金鐘獎採事前公佈得獎名單的方式，因此無「入圍名單」。

## 優良廣播節目獎
例如之標記為該獎項得獎者。

## 外部連結
- 66年金鐘獎得獎名單【個人技術獎 / 特別獎】 （页面存档备份，存于）.文化部影視及流行音樂產業局.1977-04-01
- 66年金鐘獎得獎名單【優良電視節目獎 / 優良廣告獎】 （页面存档备份，存于）.文化部影視及流行音樂產業局.1977-04-01
- 66年金鐘獎得獎名單【優良廣播節目獎】 （页面存档备份，存于）.文化部影視及流行音樂產業局.1977-04-01
- 66年金鐘獎得獎名單【社會建設獎 / 特別獎】 （页面存档备份，存于）.文化部影視及流行音樂產業局.1977-04-01